# (20822) Lintingnien
(20822) Lintingnien (2000 UK7) – planetoida z pasa głównego asteroid okrążająca Słońce w ciągu 4,06 lat w średniej odległości 2,54 j.a. Odkryta 24 października 2000 roku.